# Phạm Trấn (xã)
Phạm Trấn là một xã thuộc huyện Gia Lộc, tỉnh Hải Dương, Việt Nam.
Xã Phạm Trấn có diện tích 5,63 km², dân số năm 2019 là 6.477 người, mật độ dân số đạt 1.150 người/km².
Xã có đơn vị 6 cấp thôn bao gồm:
Đội 1: Cầu Lâm(Đò Đáy)
Đội 2:Quang Bị(Bượi Quang)
Đội 3:Côi Thượng(Gôi)
Đội 4:Côi Hạ(Bượi Răm)
Đội 5,6: Lam Cầu (Bượi Cầu): xưa có tên là Lam Kiều là quê hương của Trạng nguyên Phạm Trấn.
Xã giáp với xã: Cổ Bì (Bình Giang), Phạm Kha (Thanh Miện), Nhật Tân (Gia Lộc), Đồng Quang (Gia Lộc), Đoàn Thượng (Gia Lộc), Lê Lợi (Gia Lộc).
Văn Hóa nổi bật:
Xã có đền thờ "Danh quốc trạng nguyên Phạm Trấn" ông là người đã từng đỗ trạng nguyên
Xã có nhà thờ Thiên Chúa Giáo gọi là Giáo Xứ Kẻ Bượi ở thôn Côi Hạ
Phạm Trấn là vùng đất nổi tiếng về nghề
nông nghiệp trồng rau sạch bắp cải, su hào, bầu bí, và các loại dưa hấu, đặc biệt dưa lê có vị ngọt đặc biệt.